# Ida May Park
Ida May Park (ur. 28 grudnia 1879 lub 1890 r. w Los Angeles, zm. 13 czerwca 1954 tamże) – amerykańska reżyserka, scenarzystka i aktorka, jedna z najważniejszych reżyserek wytwórni Universal w epoce kina niemego.

## Życiorys
Początkowo była aktorką sceniczną; występowała od 15 roku życia. W 1909 roku zaczęła pracować w wytwórni Pathé jako scenarzystka.  W latach 1914–1919 pracowała w wytwórni Universal, dla której stworzyła łącznie 44 scenariusze do filmów pełnometrażowych. Współpracowała ze swoim mężem, aktorem Josephem De Grasse. Park zajmowała się pisaniem scenariuszy, a jej mąż – reżyserią.
W 1917 r. wyreżyserowała swój pierwszy film pełnometrażowy – The Flashligh. Prawdopodobnie szansę na reżyserię otrzymała, ponieważ już wcześniej była mocno zaangażowana w reżyserską pracę swojego męża. Według niektórych źródeł De Grasse nie mógł sam zająć się reżyserią, gdyż przebywał na wakacjach, pracę podjęła więc Park. Możliwe też, że  Universal chciał inną kobietą-reżyserką zastąpić słynną Louis Weber, która odeszła, aby założyć własną firmę produkcyjną.
W pierwszym wyreżyserowanym przez Park filmie zagrała gwiazda Universalu, Dorothy Phillips. Współpraca obu artystek rozciągnęła się na kilka kolejnych filmów pełnometrażowych.
Być może od 1917 r. Park zajmowała się także montażem wszystkich swoich produkcji.
W 1920 r. założyła własne studio filmowe, w którym wyreżyserowała 3 filmy; powody jej odejścia z Universalu są nieznane. W tymże roku napisała dla publikacji Careers for Women tekst o zawodowych możliwościach, jakie daje zdeterminowanym i wytrwałym kobietom przemysł filmowy (tekst ten usunięto z następnego wydania, opublikowanego w 1934 – był to okres, kiedy kobiety zaczęły być odsuwane od reżyserii filmowej).
1926 r. zakończyła karierę w przemyśle filmowym, o jej dalszych losach niewiele wiadomo.

## Wybrana filmografia

### Reżyseria
- The Flashlight (1917)
- Fires of Rebellion (1917)
- The Rescue (1917)
- Bondage (1917)
- Broadway Love (1918)
- The Grand Passion (1918)
- The Risky Road (1918)
- A Model's Confession (1918)
- Bread (1918)
- The Vanity Pool (1918)
- The Amazing Wife (1919)
- Bonnie May (1920)

### Scenariusz
- A Gypsy Romance (1914)
- The Man Within (1914)
- Her Bounty (1914)
- All for Peggy (1915)
- The Grind (1915)
- The Girl of the Night (1915)
- Steady Company (1915)
- Bound on the Wheel (1915)
- Mountain Justice (1915)
- Quits (1915)
- Alas and Alack (1915)
- A Mother's Atonement (1915)
- Lon of Lone Mountain (1915)
- The Millionaire Paupers (1915)
- Father and the Boys (1915)
- Betty's Bondage (1915)
- The Dancer (1915)
- A Man and His Money (1915)
- Simple Polly (1915)
- When Love is Love (1915)
- Dolly's Scoop (1916)
- The Grip of Jealousy (1916)
- Tangled Hearts (1916)
- The Gilded Spider (1916)
- Bobby of the Ballet (1916)
- The Grasp of Greed (1916)
- If my Country Should Call (1916)
- The Place Beyond the Winds (1916)
- The Price of Silence (1916)
- The Piper's Price (1917)
- Hell Morgan Girl (1917)
- The Girl in the Checkered Coat (1917)
- The Flashlight (1917)
- Fires of Rebellion (1917)
- The Rescue (1917)
- The Bondage (1917)
- Broadway Love (1918)
- The Grand Passion (1918)
- The Vanity Pool (1918)
- The Risky Road (1918)
- A Model's Confession (1918)
- Bread (1918)
- The Amazing Wife (1919)
- The Butterfly Man (1920)
- The Midlanders (1920)
- The Hidden Way (1926)